# 薛光林
薛光林（1967年—），回族，生于安徽省天长市界牌乡，毕业于南京大学哲学系，博士学位。中华人民共和国政治人物、第十一届全国政协委员。
担任全国青联常委、光汇石油集团（控股）有限公司董事局主席、总裁。2008年，当选第十一届全国政协委员，代表中华全国青年联合会，分入第十六组。2018年1月，当选第十三届全国政协委员。